# Haizam Amirah
Haizam Amirah Fernández (Madrid, 1969) es un investigador, escritor y politólogo español y jordano, especializado en Relaciones Internacionales y políticas del mundo árabe.

## Trayectoria
Amirah Fernández estudió y se licenció en estudios árabes en la Universidad Autónoma de Madrid. Amplió su formación en el Centro de Estudios Árabes Contemporáneos de la Universidad de Georgetown, estudiando con una beca del programa Fulbright un Master sobre ciencias, políticas y estudios árabes. Continuó formándose en la Universidad de California en Los Ángeles (UCLA) y la Universidad Libre de Bruselas. Ha publicado numerosos artículos y libros sobre los caminos que recorre la política islámica del mundo árabe en dirección a la democracia, tanto en publicaciones editoriales de investigación como en medios de difusión o periódicos como esglobal o El País.
Amirah Fernández compagina la investigación y la docencia. Ha impartido docencia como profesor entre otras, en la universidad autónoma de Madrid (UAM), la universidad de Georgetown, la universidad de Saint Louis, San Pablo-CEU o la universidad de Barcelona. Actualmente es docente en la IE Universidad en el departamento de Relaciones Internacionales. También es investigador en el Real Instituto Elcano con dedicación a las políticas internacionales del mundo árabe y del Mediterráneo.
Amirah Fernández escribe en español, inglés, francés y árabe como autor o coautor de publicaciones especializadas. Destacar publicaciones sobre Oriente Medio y El Magreb como la publicación que coordinó del Real Instituto Elcano,  La Asociación Euromediterránea una década después en el año 2005 (en inglés The Euro-Mediterranean Partnership: Assessing the First Decade) así como los libros de 2008 Realidades nacionales y dinámicas regionales, y North Africa: Politics, Region, and the Limits of Transformation, así como los artículos que publica actualmente sobre la crisis de Siria, No hay voluntad para una solución política en Siria, Israel y Palestina, El trilema de Israel.